# Liste der Stolpersteine in Tietjerksteradeel

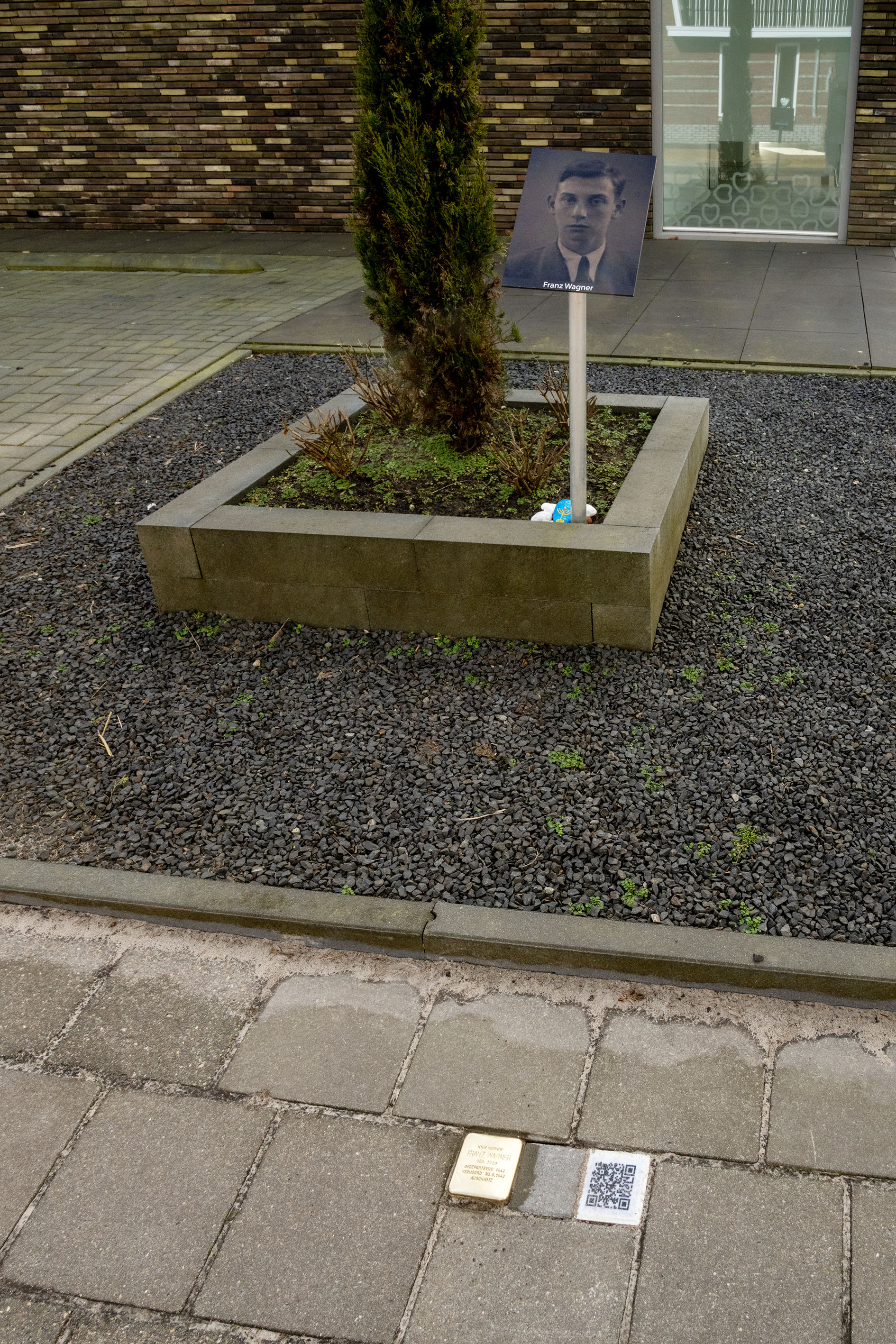
Stolperstein und Gedenktafel für Franz Wagner

Die Liste der Stolpersteine in Tietjerksteradeel umfasst die Stolpersteine, die vom deutschen Künstler Gunter Demnig in Tietjerksteradeel verlegt wurden. Stolpersteine werden vom Künstler Gunter Demnig in weiten Teilen Europas verlegt. Sie erinnern an das Schicksal der Menschen, die von den Nationalsozialisten ermordet, deportiert, vertrieben oder in den Suizid getrieben wurden und liegen im Regelfall vor dem letzten selbstgewählten Wohnsitz des Opfers.
Die erste Verlegung erfolgte am 31. Januar 2022 in Gytsjerk, einem Dorf in der Gemeinde Tietjerksteradeel.

## Verlegte Stolpersteine
| Stolperstein | Übersetzung                                                                           | Verlegort                                 | Name, Leben                               |
| ------------ | ------------------------------------------------------------------------------------- | ----------------------------------------- | ----------------------------------------- |
|              | HIER WAR UNTERGETAUCHT PAUL KAUFMANN GEB0REN 1887 VERSTORBEN 7-10-1943 BURGUM         | Burgum, Burgemeester Bothenius Lohmanlaan | Paul Kaufmann (1887–1943)                 |
|              | HIER WAR UNTERGETAUCHT KLARA KATHARINA KAUFMANN- KAUFMANN GEB0REN 1888 BURGUM BEFREIT | Burgum, Burgemeester Bothenius Lohmanlaan | Klara Katharina Kaufmann-Kaufmann (1888-) |
|              | HIER WOHNTE FRANZ WAGNER GEB. 1920 DEPORTIERT 1942 ERMORDET 30.9.1942 AUSCHWITZ       | Gytsjerk, · Canterlandseweg 5 ·           | Franz Wagner (1920–1942)                  |

## Verlegedaten
- 31. Januar 2022: Canterlandseweg 5[1]
- 25. November 2023: Burgemeester Bothenius Lohmanlaan